# Calotriton
Genre
Calotriton est un genre d'urodèles de la famille des Salamandridae.

## Répartition
Les deux espèces de ce genre se rencontrent dans les Pyrénées : en France, en Espagne et à Andorre.

## Liste d'espèces
Selon Amphibian Species of the World (27 février 2014) :
- Calotriton arnoldi Carranza & Amat, 2005
- Calotriton asper (Dugès, 1852)

## Publication originale
- Gray, 1858 : Proposal to separate the family of Salamandridae, Gray, into two families, according to the form of the skull. Proceedings of the Zoological Society of London, vol. 1858, p. 136-144 (texte intégral).